# Libertas Schulze-Boysen

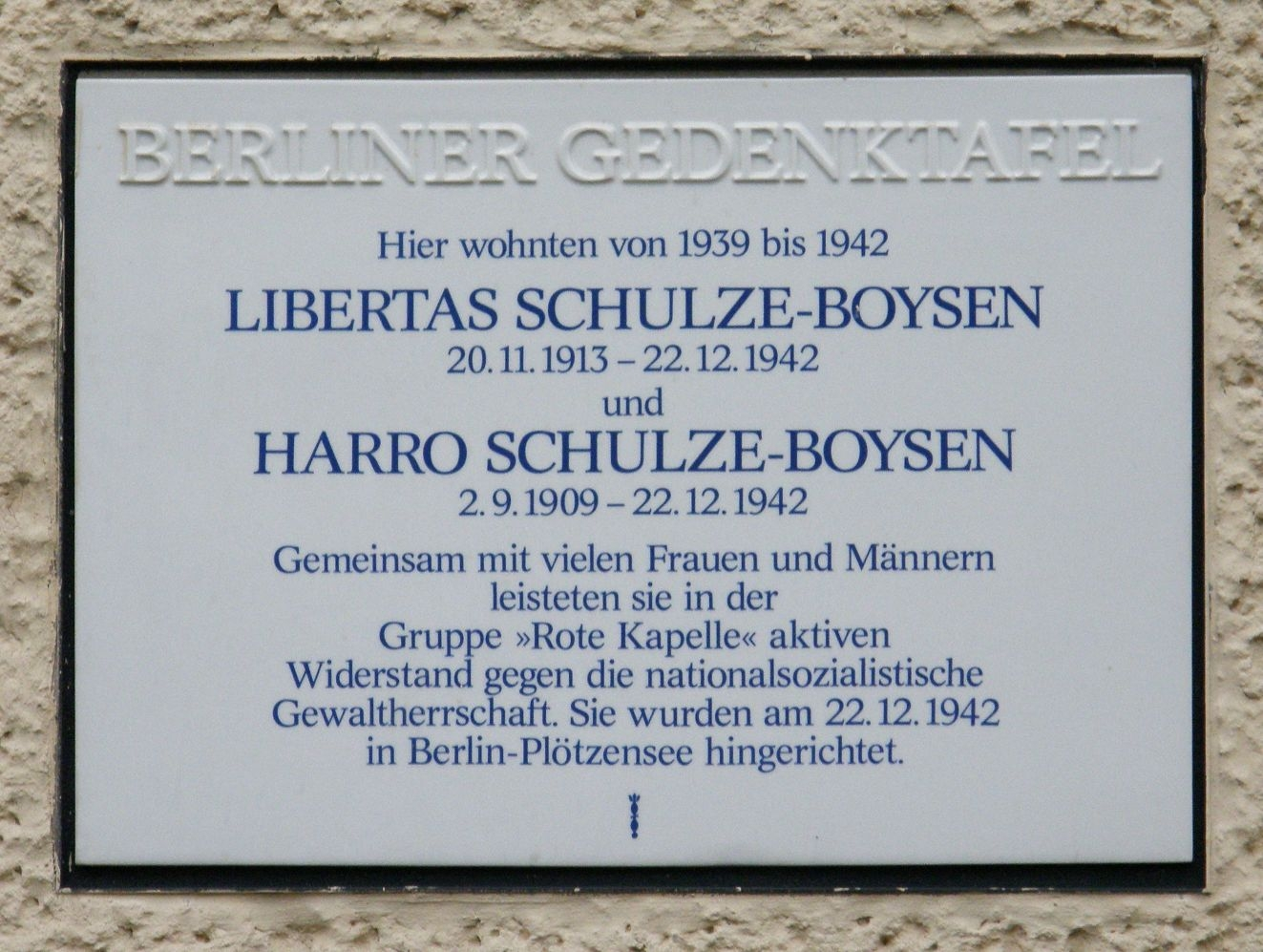
Memorial Harro y Libertas Schulze-Boysen.

Libertas Viktoria Schulze-Boysen (n. 20 de noviembre de 1913, París, Francia -f. 22 de diciembre de 1942, Berlín-Plötzensee) fue miembro de la Resistencia alemana al nazismo y formó parte de la Orquesta Roja.

## Biografía
Uno de los tres hijos de una notoria familia de Heidelberg, sus padres fueron el Prof. Otto Ludwig Haas-Heye (1879-1959) y Viktoria Ada Astrid Agnes, condesa de Eulenburg y Hertefeld (1886-1967). Creció en el palacio de su abuelo Philipp zu Eulenburg en las cercanías de Berlín.
Estudió primero en Zúrich y luego en Inglaterra donde fue contratada por la Metro-Goldwyn-Mayer para relaciones públicas en la sede berlinesa. En 1933 se afilió al partido nazi, pero luego de conocer a Harro Schulze-Boysen (y casarse el 16 de julio de 1936) dejó el partido. Escribió críticas de cine en el Essener Zeitung y una pieza teatral con Günther Weisenborn «Los buenos enemigos en 1940. En 1941 fue solicitada como consejera del centro cultural fílmico del Ministerio de Propaganda del Reich.
Proveía información a su esposo y el grupo de la Orquesta Roja. Cuando su esposo fue arrestado, Libertas cayó en una profunda depresión. La Gestapo aprovechó la situación para extorsionarla y extraer información siendo finalmente juzgada.
Ambos fueron sentenciados a muerte y ejecutados en la prisión de Plötzensee.
En el barrio berlinés de Lindenberg se nombró una calle Schulze-Boysen.
La pintora y diseñadora Rosita Spencer-Churchill, Duquesa de Marlborough, Condesa Dagmar Rosita Astrid Libertas Douglas (1943) es su sobrina, y la Princesa Heredera Sofía de Liechtenstein (1967), su sobrina nieta.